# Bruchwalze

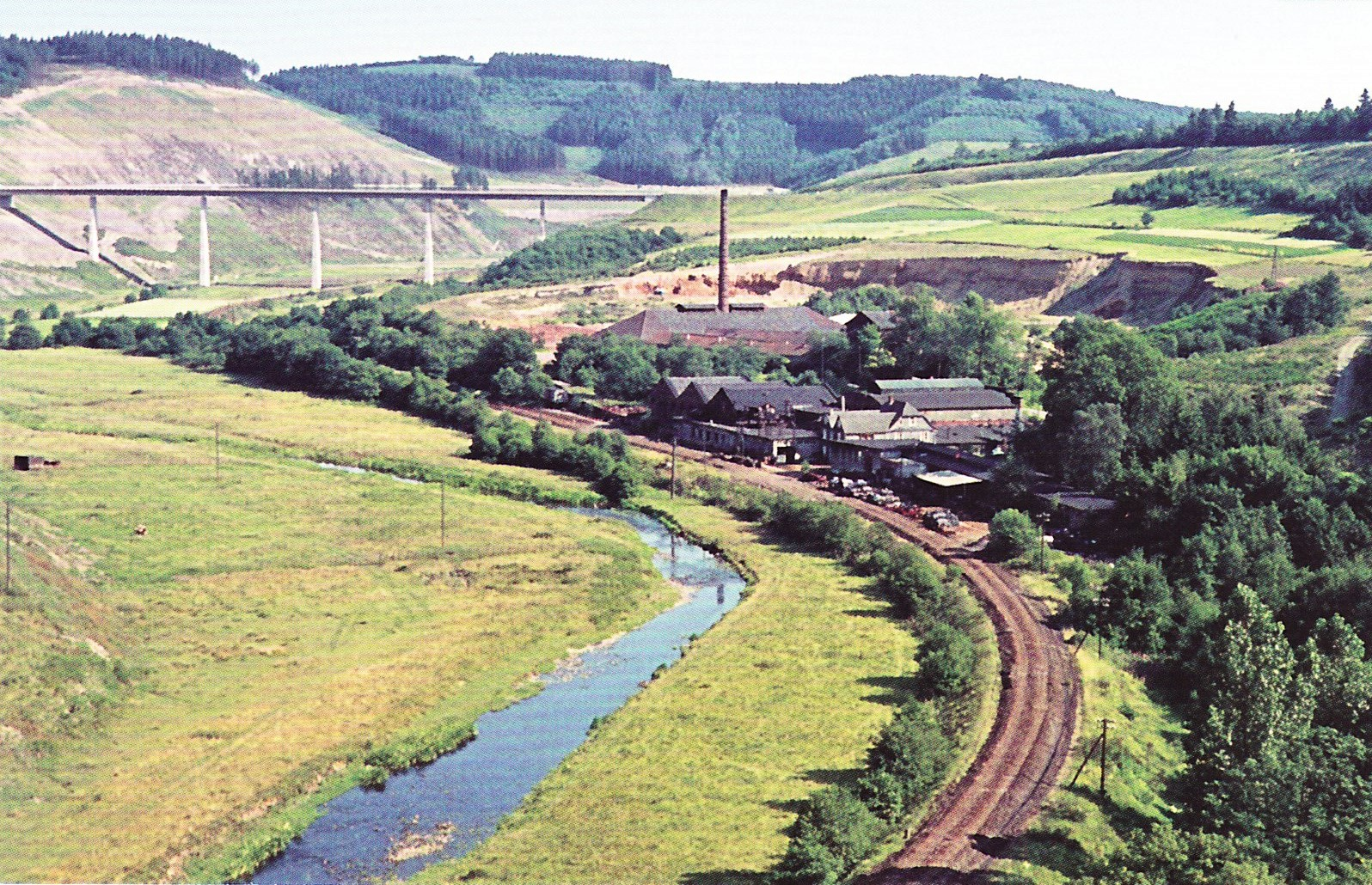
Blick auf den ehemaligen Industriestandort Bruchwalze

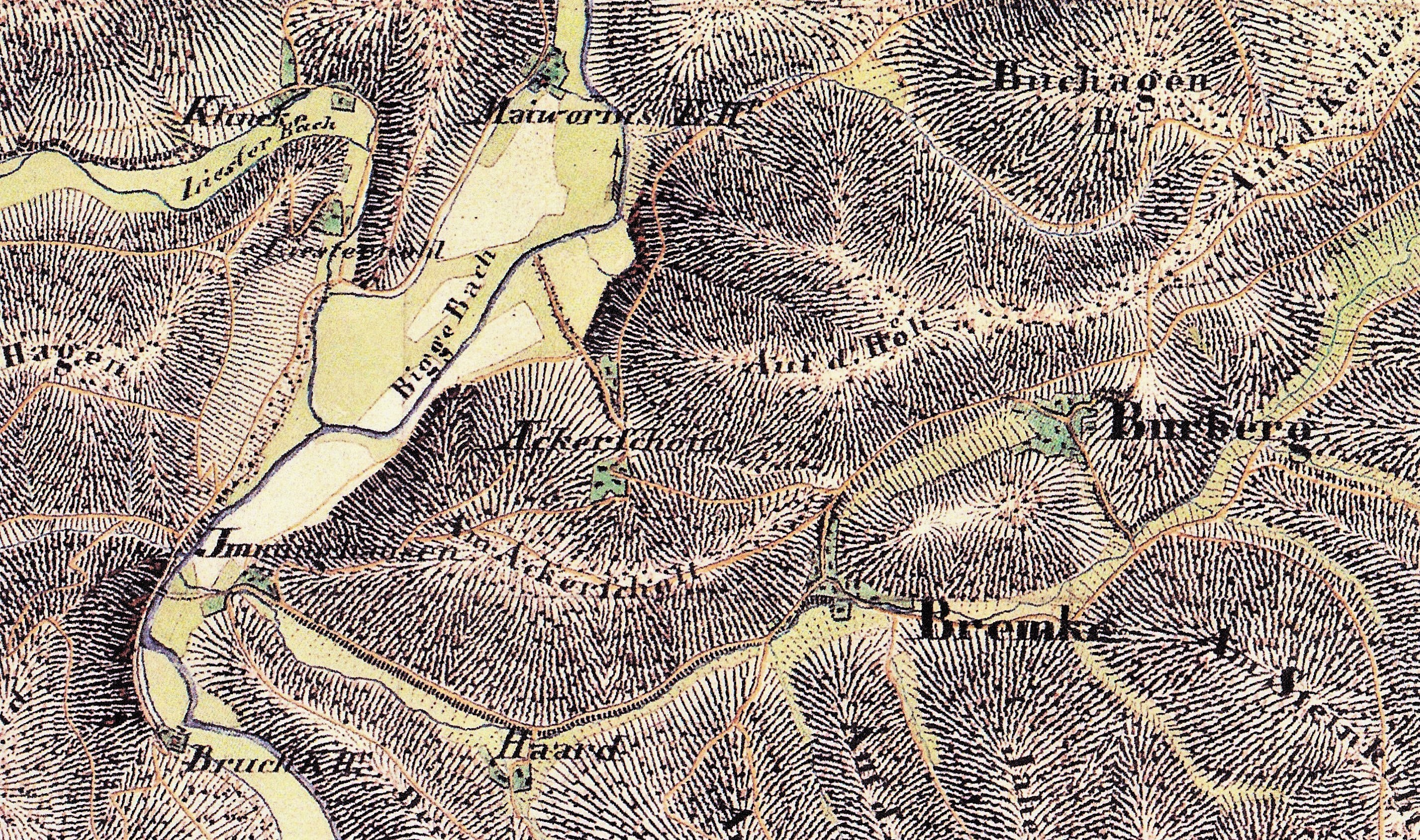
Lage von Bruchwalze auf der Urkarte von 1836

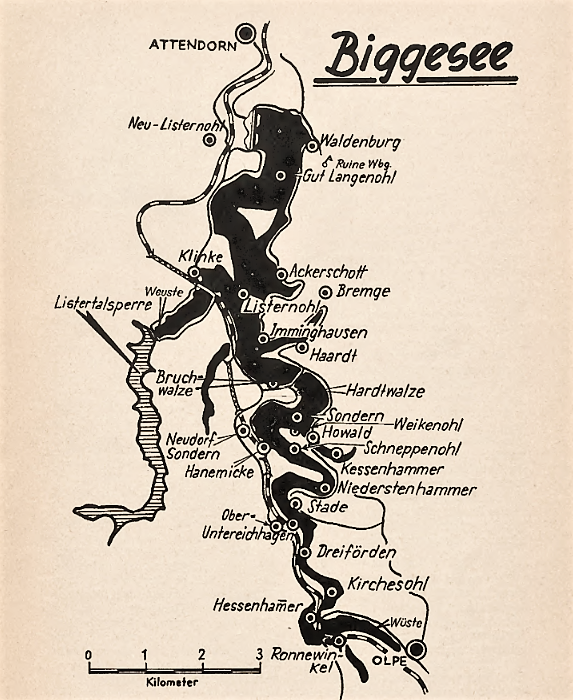
Karte der untergegangenen Orte im Biggesee

Bruchwalze ist eine ehemalige Siedlung, welche für den Bau der Biggetalsperre devastiert wurde. Bruchwalze lag in Nordrhein-Westfalen im mittleren Biggetal zwischen Olpe und Attendorn.
Der Bau der Talsperre wurde schon vor dem Zweiten Weltkrieg beschlossen, musste aber für die Dauer des Krieges zurückgestellt werden. Etwa ab 1950 nahm man das Projekt wieder auf. 1965 war die Biggetalsperre fertiggestellt, so dass mit dem Einstau von Wasser begonnen werden konnte. Das Gebiet des ehemaligen Ortes liegt heute auf dem Grund der Talsperre.

## Geschichte
Bruchwalze lag etwa 350 m südlich von Imminghausen und führte erst die Bezeichnung „Auf dem Bruch zu Imminghausen“ oder kurz „Imminghauser Bruch“. Dabei bezeichnete man als Bruch ein nasses Wiesengrundstück. Die Ansiedlung war jung und begann erst gegen 1807. Aber schon 1795 war der Gewerkschaft des Hütten-Hammers zu Howald genehmigt, ihren Breithammer auf die Bigge bei Imminghausen zu versetzen. Brand, Kriege und teure Zeiten hatten das Vorhaben aber verhindert. 1806 beantragten Franz Josef Hundt und die Erben Peter Sondermann die Versetzung des Howalder Breithammers an die Bigge bei Imminghausen unterhalb der beiden Hardthämmer. Nach der Genehmigung und einem erfolglosen Einspruch des Hardt-Hammerbesitzers konnte der „neue Hammer im Bruch“ den Betrieb aufnehmen. Das Werk ist dann aber schnell der damaligen Wirtschaftskrise zum Opfer gefallen; denn 1824 heißt es vom Plattenhammer im Bruch, dass er schon sechs oder acht Jahre außer Betrieb sei. Im nächsten Jahrzehnt scheint man den Hammer wieder betrieben zu haben; denn 1835 hat F. Kühn aus Bremge nach „Bruchshammer“ Holzkohlen geliefert. Politisch gehörte die Industrieansiedlung ab 1819 im Amt Attendorn zur Gemeinde Attendorn-Land.
Der Olper Kaufmann Franz Josef Bonzel, der bald darauf den Hammer erworben hatte, ließ auf dem Gefälle eine Blechwalze errichten, die Ende 1839 in Betrieb ging. Es war das erste Walzwerk im Kreis Olpe und wurde seitdem Bruchwalze genannt. Die in dem Werk erzeugten Eisenplatten wurden teilweise auf einer angegliederten „Piepenschmitte“ zu Ofenrohren („Piepen“) weiter verarbeitet. Diese Schmiede nannte man im Volksmund „Piepenklöpper“. Das Werk wurde anfangs ausschließlich mit Wasser betrieben. 1877 erhielt die Fa. Bonzel die Konzession für die Aufstellung zweier Dampfkessel, 1896 bekam das Werk einen Anschluss an die Eisenbahn.
Im Jahre 1855 erzeugte Bruchwalze mit zwei Wärmöfen 6090 Ztr. Schwarzblech zu 48.720 Taler. Dadurch fanden 23 Arbeiter (mit Familie 111 Personen) den Lebensunterhalt. 1878 hat Bruchwalze 1.337.200 kg Kohlen verbraucht. Blecheisen von 895.218 kg wurden für das Walzen verwandt. In den nächsten Jahren wurden jährlich durchschnittlich 590.000 kg gewalzte Bleche hergestellt. Zu 1000 kg des Produktes waren durchschnittlich 1345 kg Blecheisen nötig. Die Zahl der Arbeiter schwankte zwischen 30 und 23. Der Arbeitslohn pro 1000 kg gewalzten Eisen betrug im Durchschnitt 25 Mark.
1906 waren auf dem mit drei Walzenpaaren und Dampfkraft ausgerüsteten Werk der Fa. A. Bonzel & Co. zu Bruchwalze 50 Arbeiter beschäftigt. Monatlich wurden ca. 40 Doppelwaggon Platten hergestellt. 1927 werden folgende Gebäude erwähnt: Maschinenhaus, Ringofen mit Kamin, Trockengebäude 1–4, errichtet zwischen 1872 und 1881.
Fast 100 Jahre blieb das Blechwalzwerk in Betrieb, bis es von dem Otto-Wolff-Konzern in Köln erworben und 1931 stillgelegt wurde. Etwa 80 Arbeiter verloren ihren Arbeitsplatz. Walzengerüste und Maschinen wurden verschrottet. Nach der Demontage der Werksanlagen wurde Bruchwalze dem Verfall preisgegeben und das Gelände machte einen trost- und hoffnungslosen Eindruck.
Im Jahre 1934 kauft Heinrich W. Muhr aus Attendorn das Gelände sowie die Werksruine der ehemaligen Bruchwalze und gründet dort die Blechwarenfabrik Muhr & Söhne. Ein Kaltwalzwerk entstand, das mit den damals modernsten Errungenschaften der Technik ausgestattet wurde. Es überlebte den Zweiten Weltkrieg und nahm am Wiederaufbau der deutschen Wirtschaft mit beachtlichen Produktionserfolgen teil. Hergestellt wurde hauptsächlich Verpackungsstahlband und Fertigwaren wie Beschläge für Packgefäße sowie für Fenster und Türen. Nach der Aufgabe des Betriebs aufgrund des bevorstehenden Baus der Biggetalsperre wurde die Firma umgesiedelt und in Kraghammer wieder neu aufgebaut.
Oberhalb des Walzwerks, links der Talstraße, entstand 1899 eine Ringofenziegelei. Große Mengen Ziegelsteine wurden seitdem zu Bauwerken in alle Richtungen versandt. 1931 erlag die Ziegelei der Wirtschaftskrise, wurde aber 1937 von der Firma Muhr & Söhne übernommen, die im gleichen Jahr den Betrieb wieder aufnahmen und nach 1945 eine künstliche Trocknung und zwei Strangpressen einbauten. Ende 1965 fand die Ziegelei wegen des Baus der Biggetalsperre einen neuen Standort am Niederrhein in Emmerich. Auf einem 1956 stillgelegten Ziegeleigelände der Firma Ignatz Pastor entstanden die Klinkerwerke H. W. Muhr GmbH & Co. KG.
Im Jahre 1817 hatte der Ort drei Einwohner, 1848 waren es acht und 1885 13 Einwohner. 1936 gab es zwei Wohnhäuser mit fünf Haushaltungen und 16 Einwohnern. Das Adressbuch von 1956 führt in Bruchwalze die Namen „Josef Becker (Ziegelmeister), Otto Dörschel (Obermeister), Wwe. Berta Letzel, Gustav Letzel (Arbeiter), Friedrich Lorenz (Arbeiter), Heinrich Muhr (Fabrikant), Anton Quast (kfm. Angestellter) und Hermann Tapper (Arbeiter)“. Umgesiedelt wurden 8 Familien mit 37 Personen (Stand: 9. November 1950).